# Соломон Джон
Соломон Джон (англ. Solomon John, нар. 8 серпня 2001) — нігерійський футболіст, півзахисник чеського клубу «Млада Болеслав».

## Клубна кар'єра
Соломон Джон народився 8 серпня 2001 року.
У дорослому футболі дебютував 2019 року виступами за команду клубу «Ремо Старс».
Влітку 2019 року, Джон приєднався до португальського клубу «Фейренсі». Сезон 2020–21 років на правах оренди провів у складі іншого португальського клубу «Леса».
Влітку 2022 року Соломон перебрався до Чехії, де захищав кольори команди «Влашим».
У серпні 2023 року Джон перейшов до іншого чеського клубу «Млада Болеслав». 16 серпня 2025 року нігерієць оформив свій перший хет-трик у матчі чемпіонату Чехії проти команди «Градець-Кралове».

## Стиль гри
Джона цінують за його вміння тримати м'яч. Найчастіше він грає на позиції вінгера.